# Função especial
Uma função especial é uma função matemática particular, que por sua importância no campo da análise matemática, análise funcional, física e outras aplicações, possui nomes e designações mais ou menos estabelecidas.
Não existe uma definição geral das mesmas, mas a lista de funções matemáticas contém funções que são geralmente aceitas como especiais. Em particular, as funções elementares são também consideradas funções especiais.